# 関西学院短期大学
関西学院短期大学（かんせいがくいんたんきだいがく、英語: Kwansei gakuin Junior College）は、兵庫県西宮市岡田山7番54号に本部を置く私立短期大学。1880年創立、1950年大学設置。

## 概観

### 大学全体
- 兵庫県西宮市に所在する日本の私立短期大学で、設置主体は学校法人関西学院[1]。
- 国内で最初に認可された短期大学149校[注 2]の1校として、1950年に2学科90名体制で聖和女子短期大学として開学[2]。
- 1964年度入学生より1学科体制となるも、1986年度入学生より2学科体制。
- 2001年度入学生より再び1学科体制、以後増設はなし。2009年から2024年3月まで関西学院聖和短期大学として運営されてきた。
- 2024年4月に男女共学化および関西学院短期大学へ名称変更を行う[注 3][3]。
- 2024年4月現在、保育科のみの単科短大となっている。

### 教育および研究
- 関西学院短期大学には開学当初からの保育科があり、保育者の養成校として高い評価を受けてきている[4]。

### 学風および特色
- 関西学院短期大学は、キリスト教の思想に基づいた教育が行なわれている。
- 併設されていた聖和大学にも類似した学科が設置されていたため、卒業後に聖和大学教育学部幼児教育学科に編入学した学生も多かった。ただし、聖和大学教育学部幼児教育学科は関西学院との合併により2011年度より編入学の募集を停止し、それ以降は関西学院大学教育学部及び人間福祉学部への編入学が少人数であるが可能となっている。
- 2024年4月の男女共学化まで女子を対象とした短大であった。ただし、男女共学の関西学院大学教育学部とキャンパスを併用しているため、女子短期大学時代から食堂・図書館・サークル活動・チャペルアワーなど授業以外では関学の男子学生との接点も多かった。

## 沿革
- 1880年 ダッドレーとバローズ両名による神戸女子神学校が設置される[5]。
- 1888年 メアリー・イザベラ・ランバス（関西学院創立者ウォルター・ラッセル・ランバスの母）によるランバス記念伝道女学校が設置される。
- 1941年 聖和女子学院が設置される。
- 1949年
  - 10月 文部省[注釈 1]に短期大学[注 4]の設置認可に関する申請を以下の通り行う[注 5]。なお、学科・専攻は以下の通りとなっている[注 6]。
    - 保育科 入学定員60
    - 宗教教育科 入学定員30
- 1950年
  - 3月14日 左記を以て短期大学の設置が文部省[注釈 1]より認可される[11]。上記の通りと変更なし[12]。
  - 4月1日 左記を以て聖和女子短期大学が上記の学科体制にて開学する[注 7]。
- 1951年
  - 3月3日 母体を財団法人から学校法人に変更[15]。
- 1954年
  - 5月1日 学生数/[16]定員
    - 保育科 146[注釈 2]/120
    - 宗教教育科 23[注釈 2]/90
- 1957年
  - 3月23日 左記をもって専攻科に以下の専攻課程を置くことを認められる[17]。
    - 保育専攻 入学定員20名
- 1958年
  - 5月1日 学生数[18]/定員
    - 保育科 144[注釈 2]/120
    - 宗教教育科 23[注釈 2]/90
- 1963年
  - 4月1日 宗教教育科の学生募集をこの年度が最終とする[注 9]
  - 5月1日 学生数[21]/定員
    - 保育科 213[注釈 2]/180
    - 宗教教育科 28[注釈 2]/90
- 1964年
  - 5月1日 学生数[22]/定員[23]
    - 保育科 194[注釈 2]/120
    - 宗教教育科 8[注釈 2]/60
- 1966年
  - 3月31日 左記をもって宗教教育科が廃止される[24]。
- 1967年
  - 3月31日 専攻科保育専攻を廃止する。
- 1974年
  - 4月1日 保育科の入学定員を60→100に増員[25]。
- 1975年
  - 5月1日 学生数[26]/定員[27]
    - 保育科 318[注釈 2]/200
- 1976年
  - 4月1日 保育科の入学定員を100→150に増員[28]。
  - 5月1日 学生数[29]/定員
    - 保育科 337[注釈 2]/250
- 1981年
  - 4月1日 聖和短期大学（せいわたんきだいがく）と改称[30]。
- 1986年
  - 4月1日 以下の学科を増設する[注 10]。
    - 英語科 入学定員150名

  - 5月1日 学生数[33]/定員[34]
    - 保育科 380[注釈 2]/300
    - 英語科 176[注釈 2]/150
- 1988年
  - 4月1日 聖和大学短期大学部（せいわだいがくたんきだいがくぶ）と改称[35]。
- 1991年
  - 4月1日 英語科の入学定員を150[36]→200[37]へ増員[38]。
  - 5月1日 学生数[39]/定員
    - 保育科 381[注釈 2]/300
    - 英語科 413[注釈 2]/350
- 1992年
  - 5月1日 学生数[注 11]/定員
    - 保育科 354[注釈 2]/300
    - 英語科 440[注釈 2]/300
- 1995年
  - 4月1日 英語科の 入学定員を200[42]→130に減員[43]。
- 1999年
  - 5月1日 学生数[44]/定員
    - 保育科 369[注釈 2]/300
    - 英語科 129[注釈 2]/260
- 2000年
  - 4月1日 英語科の入学定員を130[注 12]→80に減員[47]。かつこの年度で学生募集を最終とする[注 13]。
- 2002年
  - 7月30日 左記をもって英語科廃止[49]。
- 2009年
  - 4月1日 学校法人関西学院が運営する聖和短期大学と改称[50]。
- 2024年
  - 4月1日 男女共学への移行、および関西学院短期大学と改称[3]。

## 基礎データ

### 所在地
- 兵庫県西宮市岡田山7番54号：関西学院大学教育学部と共有する西宮聖和キャンパスにあり、神戸女学院大学とキャンパスが隣り合っている。また、キャンパス内に関西学院幼稚園と聖和乳幼児保育センター（学校法人関西学院と関係が深い社会福祉法人聖和福祉会が運営する保育園）があり、学生の実習の一部も行われる。詳細は関西学院大学#西宮聖和キャンパスを参照されたい。

### 交通アクセス
- 阪急電鉄今津線門戸厄神駅下車。

### 教育理念
- 3つの「H」。すなわち―Head：真理の探求、Heart：自分を愛し人を愛する心、Hand：奉仕と実践―を大切にすることを教育理念としている。

### 象徴
- 関西学院短期大学のカレッジマーク（学章）は、その前身のひとつである広島女学校保育師範科の徽章に起源をもっており、円に内接する三角形はHead、Heart、Handの調和的開発を象徴している。三角形の中には「SEIWA JUNIOR COLLEGE」と記されている[5]。
- 関西学院短期大学の校章は、関西学院の一員として関西学院の新月（三日月）マークを使用する。
- 関西学院短期大学のスクールモットー「Mastery for Service」やエンブレムは関西学院と同一である。詳細は関西学院大学#エンブレムと校章を参照されたい。
- 校歌は関西学院の一員として「空の翼」を使用する。「空の翼」についての詳細は関西学院大学#校歌を参照されたい。「学歌」は旧聖和女子大学の創立100周年記念として1980年に作られた校歌である「新しき歌」である。

## 教育および研究

### 組織

#### 学科
- 保育科
- 宗教教育科  入学定員30名[注 14]
- 英語科 入学定員80名[注 15]

#### 専攻科
- 保育専攻 入学定員20名[注 16]

#### 別科
- なし

##### 取得資格について
- 保育士資格と幼稚園教諭二種免許状が保育科にて取得できる。
  - 過去にあった英語科には、中学校教諭二種免許状（英語）の教職課程が設けられていた[注 17]。
  - 過去にあった宗教教育科には中学校教諭二級免許状（宗教）が設けられていた。ほか当初は同教科の高等学校教諭免許状も設けられていた[58]。

#### 附属機関
- 乳幼児保育センター
- 児童相談研究所・障害児教室

## 研究
- 『聖和短期大学紀要』[59]

## 学生生活

### 部活動・クラブ活動・サークル活動
- 関西学院短期大学のクラブ活動は、関西学院大学のクラブ活動に合流する形となるが、西宮上ヶ原キャンパス等、他キャンパスのサークル等に参加する関西学院短期大学生は少ない。西宮聖和キャンパスを主活動地とする主な大学登録団体のサークルは以下のとおりである。
  - 体育系：男子タッチフットボール部、女子バレーボール部、バドミントン同好会、ダンスサークル　ほか
  - 文化系：コーラス部、吹奏楽部、手話部、聖書研究会、学生YMCA、軽音楽部、乳幼児あそび研究サークル　ほか

### 学園祭
- 関西学院短期大学の公式な学園祭はないが、キャンパスを共有する関西学院大学の「新月祭」に参加する学生も少ないながら存在する。「新月祭」は、関西学院大学の3キャンパスで計6日間にわたって行われるが、聖和短期大学生が主に関係するのは西宮聖和キャンパスでも11月中旬に2日間行われる新月祭である。さらに数は少なくなるものの大学側のサークルに参加している短大生は他のキャンパスの行事に参加することもある。ただし、西宮上ヶ原キャンパスで4日間行われる新月祭には平日の開催もあり、教育学部を含む関学生はその間休講となるが、短大生は授業がある。

## キリスト教主義に関するもの
学校法人関西学院の各校では、キリスト教主義に基づく教育を実践しているため、関西学院短期大学でもその精神に即したカリキュラムが構成されている。
チャペルアワー
関西学院短期大学のチャペルアワーは、併設されている関西学院大学教育学部と同様に授業がある日の1時限目と2時限目の間に、30分間設けられている。詳細は関西学院大学を参照されたい。なお、木曜日の聖和キャンパスのみ、ロングチャペルと称して50分間のチャペルとなり、その分短縮される2時間目は65分間の「アドバイザーアワー」となり、学生生活の助言を行うアドバイザーと学生相互の話し合いや様々な形での交流の時間となる。
関西学院短期大学のチャペルは関西学院大学教育学部と共用している。月・水・金曜日は4号館のダッドレーメモリアルチャペルを火曜日のチャペルと木曜日のロングチャペルは山川記念館のメアリー・イザベラ・ランバスチャペルで行われるが、会場は臨時で変更されることもある。関西学院短期大学が主催のチャペルと教育学部が主催のチャペルがあるが、主催がどこであっても短大生も関学の全学部生も参加できる。
キリスト教学
1年生を対象した必修科目。キリスト教における世界観や歴史背景などに関する講義。学生の間でしばしば「キリ教」と略される。

## 大学関係者と組織

### 大学関係者一覧

#### 大学関係者
- 松永晋一
- 宮田満雄

#### 出身者
- 山崎静代[60]：お笑いタレント・ボクシング選手。南海キャンディーズのメンバー・しずちゃん。
- 竹村泰子[61]：政治家（衆議院議員1期、参議院議員2期・中退）。

## 施設

### キャンパス
- 関西学院短期大学は関西学院・西宮聖和キャンパスにある。
- 施設は、関西学院大学教育学部と完全に共用している。ただし、講義は完全に分離している。
- 図書館は「聖和短期大学図書館」がある。ただし、実際にはキャンパスを共有する関西学院大学教育学部の資料室の機能も併せ持っており、一般には「聖和キャンパス図書館」と呼ばれる。他のキャンパスを含む全関西学院大学生が聖和短期大学図書館を使うことも、関西学院短期大学生が他のキャンパスの大学図書館を使うことも可能である。なお、「山川記念館」の1階には「子どもセンターおもちゃとえほんのへや」がある。ここには多くの絵本が閲覧でき、事実上の図書館分室として機能している。
- 詳細は関西学院大学#西宮聖和キャンパスを参照されたい。
- なお、キャンパスを共有する関西学院大学教育学部の入学式・卒業式は関西学院大学・西宮上ヶ原キャンパスの大学体育館で行われるが、関西学院短期大学の入学式・卒業式は西宮聖和キャンパスの山川記念館2階にある「メアリー・イザベラ・ランバスチャペル」で行われる。

### 学生寮
- 徒歩5分のところにある「聖和寮」がある。関西学院大学の女子学生も入寮する。関西学院短期大学と関西学院大学教育学部生の入寮が関西学院大学の他学部の女子学生より優先される。なお、すぐ向かいにある女子寮である「清風寮」は関西学院大学全学部の女子学生専用であるため、聖和短期大学の学生は入寮できない。

## 対外関係

### 他大学との協定

#### アメリカ
- レイクフォレストカレッジ
- ウィットワースカレッジ
- パシフィック・オークスカレッジ
- ランドルフ・メイコンカレッジ

### 系列校
- 関西学院大学

#### 旧系列校
- 聖和大学 - 関西学院との合併にともない募集を停止し、在学生がすべて卒業した2013年に廃止された。

## 社会との関わり
- 公開講座として「幼児教育大学」が催されている。

## 卒業後の進路について

### 就職について
- 保育科：ほとんどが幼稚園や保育所へ就職する。

### 編入学・進学実績
- 系列の関西学院大学教育学部 教育学科 初等教育コースへの「関西学院大学教育学部指定校推薦編入制度」による編入学が可能である。推薦定員は3名である。
- 系列の関西学院大学人間福祉学部への「関西学院大学人間福祉学部指定校推薦編入制度」による編入学が可能である。社会福祉学科、社会起業学科、人間科学科のいずれかに編入が可能であり、推薦定員は3名である。